# Jacques Français (Mathematiker)
Jacques Frédéric Français (* 20. Juni 1775 in Saverne; † 9. März 1833 in Metz) war ein französischer Mathematiker.

## Leben
Er war der Sohn eines Einzelhändlers in Saverne. Sein Bruder François Français war ebenfalls Mathematiker. Jacques Français besuchte das Collège in Straßburg und meldete sich in den Revolutionskriegen 1793 freiwillig zur Armee und kam 1794 zu den Pionieren. Ab 1797 studierte er an der École polytechnique und ab 1798 an der École du Génie (der Schule für Militäringenieure). 1801 ging er als Leutnant der Napoleonischen Armee mit dessen Expedition nach Ägypten. Nach der Rückkehr war er in Toulon stationiert und wurde Hauptmann der Sappeure. Im November 1802 wurde er stellvertretender Kommandeur des dortigen Stabshauptquartiers des Pionierkorps. Er nahm an den Seeschlachten am Kap Finisterre und Trafalgar teil. 1807 wurde er in Straßburg stationiert unter Étienne Louis Malus, auf dessen Anregung hin er sich wieder mit Mathematik (genauer analytischer Geometrie) befasste (er hatte schon 1800 eine mathematische Abhandlung veröffentlicht). Ab 1810 kommandierte er die École d’Application in Metz und wurde dort 1811 Professor für Militärkunst.
Nach dem Tod seines Bruders François Français, der ebenfalls Mathematiker war, fand er in dessen Nachlass einen Brief von Adrien-Marie Legendre, der auf die geometrische Darstellung komplexer Zahlen durch Jean-Robert Argand hinwies (ohne dessen Namen zu nennen). Argand hatte darüber 1806 ein Buch im Privatdruck veröffentlicht, das aber so gut wie unbeachtet blieb, von Legendre abgesehen. 1813 veröffentlichte er diese Resultate in den viel gelesenen Annales de Mathématiques (Annales de Gergonne) und forderte den unbekannten Autor auf sich zu melden, was Argand bald darauf tat. Diese Veröffentlichung führte zur Kenntnis der geometrischen Interpretation komplexer Zahlen als zweidimensionaler Vektoren in breiteren Kreisen (eine Veröffentlichung dazu vom Dänen Caspar Wessel 1799 war weitgehend unbeachtet geblieben). Es gab eine Diskussion in den Annales, in denen François und Argand die geometrische Interpretation gegen François-Joseph Servois verteidigten, der komplexe Zahlen nur algebraisch behandelt wissen wollte.
Danach scheint er die Beschäftigung mit Mathematik aufgegeben zu haben.